# Trepassey Bay
Trepassey Bay är en vik i Kanada. Den ligger i provinsen Newfoundland och Labrador, i den östra delen av landet, 1 700 km öster om huvudstaden Ottawa.